# تل بیضا
تل بیضا مربوط به سده‌های میانه و متاخر دوران‌های تاریخی پس از اسلام است و در شهرستان بیضا ، دهستان بیضا، روستای تل بیضا (روستا) واقع شده و این اثر در تاریخ ۳۰ بهمن ۱۳۸۶ با شمارهٔ ثبت ۲۰۹۴۲ به‌عنوان یکی از آثار ملی ایران به ثبت رسیده است.